# کارن تی. بورچرز
کارن تی. بورچرز (انگلیسی: Karen T. Borchers؛ زادهٔ ۱ ژانویهٔ ۱۹۵۷) یک عکاس خبرنگار آمریکایی است که از سال ۱۹۸۲ برای مرکوری نیوز شروع به عکاسی کرد. او در ژوئیه ۲۰۱۲ از مرکوری نیوز بازنشسته شد.
بورچرز از دانشگاه ایالتی بولینگ گرین با مدرک کارشناسی عکاسی خبری و از دانشگاه اوهایو با مدرک کارشناسی ارشد در ارتباطات بصری فارغ التحصیل شد.
او در وست پالم بیچ پست و دیتون ژورنال هرالد کار می‌کرد. آثار او در هارپرز و روزنامه‌های مکلچی چاپ شد.

## جوایز
جوایز متعدد عکاسی خبری از سال ۱۹۸۰ تا کنون گرفته است. در سال ۱۹۸۴ در مسابقه ملی سالانه برنده جایزه انجمن ملی عکاسان مطبوعاتی «تفاهم جهانی» شد. او در سال ۱۹۹۰ جایزه پولیتزر را در اخبار عمومی با کارکنان مرکوری نیوز برای پوشش زمین‌لرزه ۱۹۸۹ لوما پریتا دریافت کرد.
- ۱۹۹۹ اولین عکس خبری نقطه‌ای، باشگاه خبری پنسیلوانیا[۴]
- ۲۰۰۰ روزنامه ورزشی اکشن عکاسی معتبر، انجمن عکاسان مطبوعاتی منطقه خلیج سانفرانسیسکو[۵]
- ۲۰۰۸ اخبار عمومی عکاسی ۲، باشگاه مطبوعات شبه جزیره[۶]